# Balogh Tibor (sportvezető)
Balogh Tibor (Debrecen, 1939. január 4. – 2003. augusztus 5.) sportvezető, cégvezető.

## Élete
Egyetemi tanulmányait Budapesten végezte, 1962-ben az első végzős évfolyamon kapta meg diplomáját az új Közlekedésmérnöki karon. 1963-tól Debrecenben a helyi Volán vállalat főmérnökeként kezdett dolgozni. 1966 októberében feleségül vette Juliannát. 1972-ben került Egerbe, ahol a 4. sz. Volán vállalat igazgatója lett.
Közlekedési területen számos publikációt tett közzé az ország úthálózatának fejlesztéséről, de dolgozott a terepen is, baleseti szakértőként.
1979 szeptemberében Kiss Dezső miniszterhelyettes megkeresésére elvállata a Magyar Autóklub főtitkári posztját és Budapestre költözött családjával. Vezetésével a Magyar Autóklub a valaha volt legnagyobb magyar szervezetté nőtte ki magát. Megelőzve az akkori párt létszámát, az Autóklub több, mint 800.000 (önkéntes!) tagot számlált.
1985-ben sok éves munka után ő hozta tető alá, majd szignálta Bernie Ecclestone-nal a magyarországi Formula–1 megrendezéséről szóló szerződést.
A verseny megrendezéséért vívott harcát rendkívül sokat támadták mind a sajtóban, mind szakmai körökben. Az elképzelést képtelenségnek a "száguldó cirkusz"-t kapitalista butaságnak titulálták. Őt, a verseny megálmodóját pedig "képzelgő vidéki volánigazgatónak" bélyegezték több országos orgánumban.
A magyarországi Formula 1 verseny óriási siker lett, közvetlenül is hozzájárulva a világra való nyitáshoz és az országra erőltetett szocializmus végéhez.
1986-tól a Forma 1 Gt. (Gazdasági Társaság) első elnöke.
1999-ben vonult nyugdíjba.
Két fia született feleségétől: Tibor (1969) és András (1973).